# Ituberá (kommun)
Ituberá är en kommun i Brasilien.   Den ligger i delstaten Bahia, i den östra delen av landet, 1 000 km öster om huvudstaden Brasília. Antalet invånare är 26 592.
Följande samhällen finns i Ituberá:
- Ituberá

Trakten runt Ituberá består huvudsakligen av våtmarker. Runt Ituberá är det ganska glesbefolkat, med 31 invånare per kvadratkilometer.